# Земен панголин
Земният панголин (Manis temminckii), още степен или земен люспеник, или теминков земен люспеник, е вид бозайник от семейство Панголинови (Manidae). Той е един от четирите африкански вида люспеници и единствен обитател на източната част на континента.

## Разпространение и местообитание
Степните люспеници обитават източна Африка от Чад и южната част на Судан на юг до северен ЮАР. Обитава саванни райони и местности обрасли с храсталаци и редки гори.

## Описание
Степните люспеници досигат на дължина до един метър като опашката е дълга 30-50 cm.

## Начин на живот
Степните люспеници са нощни животни. Видът се храни изцяло с мравки и термити. Денем си крие в дупки под земята изоставени от аадварк или брадавичести свине.

## Размножаване
Бременността продължава около 140 дни. Раждат по едно малко.